# Didier Plaschy
Didier Plaschy (* 2. Mai 1973 in Varen) ist ein ehemaliger Schweizer Skirennfahrer. Er fuhr ausschliesslich Slalom, in dem er zwei Weltcupsiege errang, und Riesenslalom. Seit seinem Rücktritt ist er als Trainer tätig.

## Biografie

### Sportkarriere
Erstmals international in Erscheinung trat Plaschy bei den Juniorenweltmeisterschaften 1992 in Maribor, wo er die Silbermedaille im Slalom gewann. Es folgten Einsätze in FIS- und Europacup-Rennen. Sein erstes Rennen im Weltcup bestritt er am 20. Dezember 1994 in Lech. Am darauf folgenden Tag konnte er als 28. des Slaloms in Lech erstmals Weltcuppunkte gewinnen.
Während der Saison 1997/98 gelang Plaschy der Durchbruch: Am 6. Januar 1998 erreichte er als Sechster des Riesenslaloms in Saalbach-Hinterglemm das bisher beste Ergebnis in dieser Disziplin. Im Europacup wurde er mit zwei Slalomsiegen und drei weiteren Podestplätzen Dritter der Gesamtwertung. In der Slalomwertung musste er sich dem Sieger Benjamin Raich um einen Punkt geschlagen geben.
In der Weltcupsaison 1998/99 konnte Plaschy Erfolge in Kitzbühel (2. Platz), Wengen (5. Platz) und in der Sierra Nevada (4. Platz) feiern. Die Saison schloss er auf dem 8. Platz der Slalom-Disziplinenwertung ab. Seine erfolgreichste Saison hatte er im Winter 1999/2000, als er die Weltcupslaloms in Vail und Kranjska Gora gewann. Es kamen zwei weitere Top-10-Platzierungen hinzu, woraus wiederum der 8. Platz in der Slalomwertung resultierte. Seine Erfolge erzielte Plaschy alle auf Ski der Marke Stöckli.
Diese Erfolge konnte Plaschy in der Folge nicht bestätigen. Er war einer der letzten Skifahrer, der Weltcuprennen mit langen Slalomski gewann (186 cm). Seine Konkurrenten fuhren in der darauf folgenden Saison 2000/01 mit Ski, die rund 20 cm kürzer waren. Plaschy verpasste den Umstieg auf die neue Carving-Technik, ausserdem hatte er zahlreiche Ausfälle zu verzeichnen. Ein 16. Platz am 23. Januar 2001 in Schladming blieb sein einziges zählbares Ergebnis. Knapp einen Monat später, am 18. Februar 2001, bestritt Plaschy in Shigakogen sein letztes Weltcuprennen. Nach den Schweizer Meisterschaften in Melchsee-Frutt im April 2001 erklärte er seinen Rücktritt und bildete sich im Schneesport weiter.
Plaschy nahm bei drei Weltmeisterschaften im Slalom teil (1996, 1999, 2001), schied jedoch aus. Bei den Olympischen Winterspielen 1998 wurde er Zwölfter im Slalom. Darüber hinaus wurde er dreimal Schweizer Meister (1999 Riesenslalom und Slalom, 2000 Slalom).

### Rücktritt und Comebackversuch
2003 begann Plaschy an der Universität Bern mit dem Studium der Psychologie, der Pädagogik und der Philosophie. Er brach es 2005 vor dem Bachelor ab, um einen Comebackversuch zu lancieren. 2006 gewann er vier FIS-Rennen, durfte aber keine Weltcuprennen fahren, da ein von der WADA eingeführtes Reglement besagt, dass ein zum Spitzensport zurückkehrender Athlet zuerst eine einjährige Dopingfrist negativ absolvieren muss, um an internationalen Wettkämpfen teilzunehmen. Ein Kreuzbandriss, den er im Dezember 2006 bei einem FIS-Riesenslalom in Laax erlitt, beendete seine Karriere endgültig. Plaschy nahm anschliessend das Studium zum Nationaltrainer Swiss Olympic wieder auf.
Nach der Zeit als Aktiver war Plaschy zunächst im Nationalen Leistungszentrum (NLZ) in Brig als Ski-Coach angestellt. Danach folgte sein Wechsel zur Europacupmannschaft von Swiss-Ski, für die er drei Jahre als Trainer tätig war. Nach drei Jahren als Privattrainer ist er seit 2017 als Co-CEO von Ski-Valais tätig. Mittlerweile ist er beim Schweizer Fernsehen als TV-Experte an diversen Skirennen engagiert.

### Familie
Didier Plaschy wohnt mit seiner Familie im Walliser Weindorf Varen.

## Erfolge

### Olympische Winterspiele
- Nagano 1998: 12. Slalom

### Weltcup
- Saison 1998/99: 8. Slalomwertung
- Saison 1999/2000: 8. Slalomwertung
- 3 Podestplätze, davon 2 Siege:

| Datum             | Ort           | Land      | Disziplin |
| ----------------- | ------------- | --------- | --------- |
| 23. November 1999 | Vail          | USA       | Slalom    |
| 21. Dezember 1999 | Kranjska Gora | Slowenien | Slalom    |

### Europacup
- Saison 1995/96: 7. Gesamtwertung, 3. Slalomwertung
- Saison 1997/98: 3. Gesamtwertung, 2. Slalomwertung
- 8 Podestplätze, davon 2 Siege

### Juniorenweltmeisterschaften
- Geilo 1991: 21. Super-G, 39. Abfahrt
- Maribor 1992: 2. Slalom, 2. Kombination, 9. Riesenslalom, 20. Super-G, 32. Abfahrt

### Weitere Erfolge
- 2 Schweizer Meistertitel im Slalom (1999, 2000)
- 1 Schweizer Meistertitel im Riesenslalom (1999)
- 2 Podestplätze im Nor-Am Cup, davon 1 Sieg
- 15 Siege in FIS-Rennen